# Dalija Orešković
Dalija Orešković (ur. 18 czerwca 1977 w Zagrzebiu) – chorwacka prawniczka i polityk, w latach 2013–2018 przewodnicząca Povjerenstvo za odlučivanje o sukobu interesa.

## Życiorys
W 1995 ukończyła szkołę średnią w rodzinnej miejscowości, a w 2000 studia prawnicze na Uniwersytecie w Zagrzebiu. W 2003 zdała egzamin sędziowski, w rok później uzyskała uprawnienia adwokata. Od 2001 pracowała jako prawniczka, wraz z mężem założyła wspólną kancelarię adwokacką. Opublikowała książkę Sukob interesa u teoriji i praksi UN-a, EU-a i RH.
W 2013 została wybrana przez Zgromadzenie Chorwackie na przewodniczącą Povjerenstvo za odlučivanje o sukobu interesa, państwowej komisji powołanej do podejmowania decyzji w sprawie konfliktu interesów, zajmującej się badaniem mienia, zatrudnienia i działalności osób pełniących funkcje publiczne. Dalija Orešković została wówczas wyłoniona z blisko 200 zgłoszonych kandydatów. Jej wybór oceniano jego pewne zaskoczenie z uwagi na niewielką publiczną rozpoznawalność. Stanowisko to zajmowała do 2018, wycofując się z ubiegania o reelekcję przed powtórzonym głosowaniem w parlamencie. W trakcie urzędowania zyskała rozgłos wszczynaniem postępowań przeciwko różnym politykom, nakładała kary pieniężne m.in. burmistrzów, parlamentarzystów czy ministrów. Wszczęła także postępowanie w sprawie wydatków wyborczych Kolindy Grabar-Kitarović, co spotkało się z jej krytyką ze strony głowy państwa. Działania kierowanej przez nią komisji przyczyniły się też do odejścia z polityki lidera HDZ Tomislava Karamarki.
W grudniu 2018 ogłosiła powołanie nowej centrolewicowej partii START, formalnie stanęła na jej czele w styczniu 2019. W grudniu 2019 kandydowała w wyborach prezydenckich, uzyskując w pierwszej turze 2,9% głosów. W 2020 uzyskała natomiast mandat posłanki do Zgromadzenia Chorwackiego z ramienia koalicji ugrupowań liberalnych. W tym samym roku została jednym z liderów partii Centar. W 2023 reaktywowała swoje ugrupowanie (pod nazwą DO i SIP). W 2024 została wybrana na kolejną kadencję chorwackiego parlamentu z listy koalicji skupionej wokół Socjaldemokratycznej Partii Chorwacji.

## Życie prywatne
Jej mężem został Frane Letica, syn Slavena Leticy. Ma dwie córki.